# Maurice Trintignant
Maurice Bienvenu Jean Paul Trintignant (ur. 30 października 1917 w Sainte-Cécile-les-Vignes w Vaucluse, zm. 13 lutego 2005 w Nîmes w Gard) – francuski kierowca wyścigowy.
W Formule 1 ścigał się w latach 50. Jeździł m.in. dla Ferrari. Wygrał 2 wyścigi – oba w Monako w 1955 i 1958. W 1954 i 1955 zajmował 4. miejsce w klasyfikacji kierowców. W 1954 wygrał wyścig 24h Le Mans.